# لوک-آدولف تیائو
لوک-آدولف تیائو (انگلیسی: Luc-Adolphe Tiao؛ زادهٔ ۴ ژوئن ۱۹۵۴) یک سیاست‌مدار اهل بورکینافاسو است.

## زندگی
تیاو در تنتکودوگو به دنیا آمد. او از سال 1969 تا سال 1974 در یک مدرسه دینی تحصیل کرد و قصد داشت کشیش شود اما زمانی که متوجه شد دیدگاه های چپ گرایانه اش با حرفه کشیشی او سازگار نیست این مسیر را رها کرد. او مدرک هایی از مرکز مطالعات علم و فناوری اطلاعات در دانشگاه واگادوگو دریافت کرد.
تیاو بعنوان روزنامه نگار فعالیت کرد و بخاطر گزارش های مستقلش شهرت پیدا کرد. او سردبیر نشیریه کارفور افریکن بود و از 1987 تا 1990 مدیر انتشارات سیدوایا بود 